# Rock thaïlandais
Cette page contient des caractères thaïs. En cas de problème, consultez Aide:Unicode ou testez votre navigateur.
Le rock thaïlandais désigne le rock interprété par les groupes et artistes thaïlandais.

## Histoire
Le rock émerge en Thaïlande dans les années 1970 à partir d’influences occidentales telles que les États-Unis, à travers la guerre du Vietnam. La vie nocturne de Bangkok, avec Jimi Hendrix et Jim Morrison établissent le genre dans le pays. Dès lors, des musiciens locaux comme Kitti Kanjanakul et Chucky Thanyarat font surface,.
L'origine du rock thaïlandais est retracée vers la fin des années 1970, à commencer avec Meat and Leather, considéré comme l'un des premiers groupes de heavy metal et hard rock en Thaïlande. |À cette période, peu de musiciens acceptaient de jouer ce style musical. À cette époque, l’industrie musicale se consacrait principalement à la pop, avec des groupes comme ฟรุตตี้ et เรนโบว์.
Plus tard dans les années 1980, The Olan Project, un groupe jouant du heavy metal, et mené par Pong Sombatpiboon et Olarn Promthi, est popularisé et accepté grâce à son album กุมภาพันธ์ 2528. La Thaïlande commencé à entrer dans l'ère commerciale, divers événements de rock ont lieu, et plusieurs groupes et artistes commencent à trouver le succès local et international,
Au début des années 1990, de nombreux artistes dans les promotions RS, tels que hyro rock, popularisent le heavy metal plus populaire. Lors de la vente de leur premier album, il se vend à plus d’un million d’exemplaires. Cette période est considérée comme l'âge d'or du rock thaïlandais.
Durant les années 2000-2010, la scène locale voit émerger des sous-genres tels que le nu metal, et de nombreux groupes populaires comme Big Ass, Body Clash, et Potato adopteront ces genres. Les premiers groupes de rock thaïlandais ne participent pas à ces décennies.

## Groupes notables
- Big Ass
- Bodyslam
- Carabao
- Labanoon
- Potato
- Sek Loso
- Silly Fools